# Liste des appareils supportant CyanogenMod
CyanogenMod supporte officiellement plus de 70 appareils. Mais il existe également de nombreux portages non officiels sur beaucoup d'autres appareils. Toutes les versions distribuées officiellement sont disponibles sur le site officiel et divisées en trois types : stable, release candidate et nightly. Chaque appareil dispose d'un nom de code utilisé lors de la distribution du système d'exploitation. 
 Voici la liste des appareils officiellement supportés, classés par marque :

## Advent
| Modèle | Nom de code | Type d'appareil | Notes | Dernière version en date |
| ------ | ----------- | --------------- | ----- | ------------------------ |
| Vega   | vega        | tablette        |       | 7.2.x                    |

## ASUS
| Modèle                   | Nom de code | Type d'appareil | Notes                                                                      | Dernière version en date                                       | Branche Nightly actuelle |
| ------------------------ | ----------- | --------------- | -------------------------------------------------------------------------- | -------------------------------------------------------------- | ------------------------ |
| EeePad Transformer       | tf101       | tablette        | plus de mise à jour depuis le 29 septembre 2013 - dernière version Nightly | 9.1.0 (version stable)                                         | 10                       |
| EeePad Transformer Prime | tf201       | tablette        | plus de mise à jour depuis le 16 février 2014 - dernière version Nightly   | 9.1.0 (version stable)                                         | 10.1                     |
| Transformer Pad TF300T   | tf300t      | tablette        |                                                                            | 10.2.1 (version stable) ou 11 M10 (16092014) (version de test) | 11                       |
| Transformer Pad Infinity | tf700t      | tablette        |                                                                            | 10.2.1 (version stable) ou 11 M10 (16092014)(version de test)  | 11                       |
| Transformer Pad TF701T   | tf701t      | tablette        | aucune version stable disponible pour l'instant (09/2014)                  | 11 M10 (16092014)(version de test)                             | 11                       |

## Barnes & Noble
| Modèle     | Nom de code | Type d'appareil      | Notes | Dernière version en date |
| ---------- | ----------- | -------------------- | ----- | ------------------------ |
| Nook Color | encore      | liseuse électronique |       | 7.2.x                    |

## Commtiva
| Modèle | Nom de code | Type d'appareil | Notes | Dernière version en date |
| ------ | ----------- | --------------- | --- | ------------------------ |
| Z71    | z71         | smartphone      | Aussi vendu sous les noms : - Apanda A60 ; - Chinavision Excalibur ; - Cincinnati Bell Blaze ; - Gigabyte Gsmart G1305 ; - Motorola XT502 ; - Muchtel A1 ; - Nexian Journey ; - Optimus Boston ; - Orange Boston ; - Spice Mi-300 ; - Vibo A688 ; - WellcoM A88. | 7.1.x                    |

## GeeksPhone
| Modèle | Nom de code | Type d'appareil | Notes | Dernière version en date |
| ------ | ----------- | --------------- | ----- | ------------------------ |
| One    | one         | smartphone      |       | 7.1.x                    |
| Zero   | zero        | smartphone      |       | 7.2.x                    |

## Google
| Modèle                 | Nom de code | Type d'appareil | Notes                | Dernière version en date |
| ---------------------- | ----------- | --------------- | -------------------- | ------------------------ |
| Nexus One              | passion     | smartphone      | Fabriqué par HTC     | 7.2.0                    |
| Nexus S                | crespo      | smartphone      | Fabriqué par Samsung | 10.2                     |
| Nexus S 4G             | crespo4g    | smartphone      | Fabriqué par Samsung | 10.2                     |
| Galaxy Nexus (GSM)     | maguro      | smartphone      | Fabriqué par Samsung | 11 M12                   |
| Galaxy Nexus (Verizon) | toro        | smartphone      | Fabriqué par Samsung | 10.2                     |
| Galaxy Nexus (Sprint)  | toroplus    | smartphone      | Fabriqué par Samsung | 10.2                     |
| Nexus 4                | mako        | smartphone      | Fabriqué par LG      | 10.2                     |
| Nexus 5                | hammerhead  | smartphone      | Fabriqué par LG      |                          |
| Nexus 7                | grouper     | tablette        | Fabriqué par ASUS    | 10.2                     |
| Nexus 10               | manta       | tablette        | Fabriqué par Samsung | 10.2                     |

## HP
| Modèle   | Nom de code | Type d'appareil | Notes                         | Dernière version en date |
| -------- | ----------- | --------------- | ----------------------------- | ------------------------ |
| TouchPad | tenderloin  | tablette        | CyanogenMod9 en version Alpha |                          |

## HTC
| Modèle             | Nom de code    | Type d'appareil | Notes                                                                                  | Dernière version en date |
| ------------------ | -------------- | --------------- | -------------------------------------------------------------------------------------- | ------------------------ |
| Aria               | liberty        | smartphone      |                                                                                        | 7.2.x                    |
| Desire (GSM)       | bravo          | smartphone      |                                                                                        | 7.2.x                    |
| Desire (CDMA)      | bravoc         | smartphone      |                                                                                        | 7.2.x                    |
| Desire HD          | ace            | smartphone      | Aussi vendu en tant que AT&T Inspire 4G                                                | 7.2.x                    |
| Desire S           | saga           | smartphone      |                                                                                        | 7.2.x                    |
| Desire Z           | vision         | smartphone      | Aussi vendu en tant que T-Mobile G2                                                    | 7.2.x                    |
| Dream              | dream_sapphire | smartphone      | Aussi vendu en tant que T-Mobile G1 & Era G1                                           | 6.1.x                    |
| HTC Hero           | desirec        | smartphone      |                                                                                        | 7.2.x                    |
| Evo 3D (CDMA)      | shooteru       | smartphone      | Prise en charge complète depuis 2011 (en version Alpha)                                |                          |
| Evo 4G             | supersonic     | smartphone      |                                                                                        | 10.2                     |
| Evo Shift 4G       | speedy         | smartphone      |                                                                                        | 7.2.x                    |
| Hero (CDMA)        | heroc          | smartphone      |                                                                                        | 7.2.x                    |
| Hero (GSM)         | hero           | smartphone      |                                                                                        | 7.2.x                    |
| Droid Incredible   | inc            | smartphone      |                                                                                        | 7.2.x                    |
| Droid Incredible 2 | vivow          | smartphone      |                                                                                        | 7.2.x                    |
| Incredible S       | vivo           | smartphone      |                                                                                        | 7.2.x                    |
| Legend             | legend         | smartphone      |                                                                                        | 7.2.x                    |
| Magic              | dream_sapphire | smartphone      | Aussi vendu en tant que : - T-Mobile myTouch 3G ; - Rogers HTC Magic ; - DoCoMo HT-03A | 6.1.x                    |
| myTouch 4G         | glacier        | smartphone      | Aussi vendu en tant que HTC Panache.                                                   | 7.2.x                    |
| myTouch 4G Slide   | doubleshot     | smartphone      |                                                                                        | 9.1.0                    |
| myTouch 3G Slide   | espresso       | smartphone      |                                                                                        | 7.2.x                    |
| One X              | endeavoru      | smartphone      | Existe en version "International" + "AT&T"                                             | 11 M12                   |
| Sensation          | pyramid        | smartphone      |                                                                                        | 9.1.0                    |
| Tattoo             | click          | smartphone      |                                                                                        | 7.2.x                    |
| Wildfire           | buzz           | smartphone      |                                                                                        | 7.2.x                    |

## Huawei
| Modèle | Nom de code | Type d'appareil | Notes                                  | Dernière version en date |
| ------ | ----------- | --------------- | -------------------------------------- | ------------------------ |
| U8150  | u8150       | smartphone      |                                        | 7.2.x                    |
| U8220  | u8220       | smartphone      | Aussi vendu en tant que T-Mobile Pulse | 7.1.x                    |

## LG
| Modèle                              | Nom de code | Type d'appareil | Notes                                             | Dernière version en date |
| ----------------------------------- | ----------- | --------------- | ------------------------------------------------- | ------------------------ |
| AT&T Thrill 4G                      | p925        | smartphone      |                                                   | 7.2.x                    |
| Optimus Black                       | p970        | smartphone      | Vendu en Amérique sous le nom de Lg Optimus White | 7.2.x                    |
| Optimus Hub                         | e510        | smartphone      |                                                   | 7.2.x                    |
| Optimus One                         | p500        | smartphone      |                                                   | 7.2.x                    |
| Optimus Pro                         | c660        | smartphone      |                                                   | 7.2.x                    |
| Optimus Sol                         | e730        | smartphone      |                                                   | 9.0.0                    |
| Optimus 2X                          | p990        | smartphone      | Aussi vendu en tant que LG Optimus Speed          | 7.2.x                    |
| Optimus 3D                          | p920        | smartphone      |                                                   | 7.2.x                    |
| T-Mobile G2x                        | p999        | smartphone      |                                                   | 7.2.x                    |
| Optimus LTE (SK Telecom)            | su640       | smartphone      |                                                   | 9.1.0                    |
| Nitro HD / Optimus LTE (SK Telecom) | p930        | smartphone      |                                                   | 9.1.0                    |
| Optimus Chic                        | e720        | smartphone      |                                                   | 7.2.x                    |
| T-Mobile MyTouch                    | e739        | smartphone      |                                                   | 9.0.0                    |
| Optimus L9                          | p760        | smartphone      |                                                   | 10.1.3                   |
| Optimus L5                          | e610        | smartphone      |                                                   | 10.2                     |
| Optimus G                           | e975        | smartphone      |                                                   | 10.2                     |
| G2                                  | d802        | smartphone      |                                                   | 12                       |
| G Pad 8.3                           | v500        | tablette        |                                                   | 11                       |
| G3                                  | d855        | smartphone      |                                                   | 13                       |

## Motorola
| Modèle                     | Nom de code | Type d'appareil | Notes                                                                             | Dernière version en date |
| -------------------------- | ----------- | --------------- | --------------------------------------------------------------------------------- | ------------------------ |
| Atrix 4G                   | olympus     | smartphone      |                                                                                   | 7.2.x                    |
| Backflip                   | motus       | smartphone      |                                                                                   | 7.2.x                    |
| Cliq                       | morrison    | smartphone      | Aussi vendu en tant que Motorola Dext                                             | 7.2.x                    |
| Cliq XT                    | zeppelin    | smartphone      | Aussi vendu en tant que Motorola Quench                                           | 7.2.x                    |
| Defy                       | jordan      | smartphone      |                                                                                   | 7.2.x                    |
| Droid (Milestone)          | sholes      | smartphone      | Support officiel seulement pour le Motorola Droid, pas pour le Motorola Milestone | 7.2.x                    |
| Droid 2                    | droid2      | smartphone      |                                                                                   | 7.2.x                    |
| Droid 2 Global             | droid2we    | smartphone      |                                                                                   | 7.1.x                    |
| Droid 4                    | maserati    | smartphone      |                                                                                   | 11                       |
| Droid Bionic               | maserati    | smartphone      |                                                                                   | 11                       |
| Droid Ultra/MAXX           | obake       | smartphone      |                                                                                   | 12.1                     |
| Droid RAZR/RAZR MAXX       | spyder      | smartphone      |                                                                                   | 11                       |
| Droid RAZR HD/RAZR HD MAXX | xt926       | smartphone      |                                                                                   | 11                       |
| Droid RAZR M               | xt907       | smartphone      |                                                                                   | 11                       |
| Droid X                    | shadow      | smartphone      |                                                                                   | 7.2.x                    |
| Moto E (2015)              | otus        | smartphone      |                                                                                   | 13                       |
| Moto G                     | falcon      | smartphone      |                                                                                   | 13                       |
| Moto G 2014                | titan       | smartphone      |                                                                                   | 13                       |
| Moto G 2014 LTE            | thea        | smartphone      |                                                                                   | 13                       |
| Moto G 2015                | osprey      | smartphone      |                                                                                   | 12.1                     |
| Moto MAXX                  | quark       | smartphone      |                                                                                   | 13                       |
| Moto X 2013                | ghost       | smartphone      |                                                                                   | 13                       |
| Moto X 2014                | victara     | smartphone      |                                                                                   | 13                       |
| Photon 4G                  | sunfire     | smartphone      |                                                                                   | 7.2.x                    |
| Photon Q                   | xt897       | smartphone      | Cette version remplace l'ancienne branche Motorola Photon Q (CDMA) ("xt897c")     | 13                       |
| Razr                       | umts_spyder | smartphone      |                                                                                   | 13                       |
| RAZR HD                    | xt925       | smartphone      |                                                                                   | 12.1                     |
| Xoom (CDMA)                | stingray    | tablette        |                                                                                   | 10.1                     |
| Xoom (WiFi)                | wingray     | tablette        |                                                                                   | 10.1                     |

## OnePlus
| Modèle      | Nom de code | Type d'appareil | Notes                                                                            | Dernière version en date |
| ----------- | ----------- | --------------- | -------------------------------------------------------------------------------- | ------------------------ |
| OnePlus One | bacon       | smartphone      | vendu initialement avec CyanogenMod 11S, en vertu d'un partenariat avec Cyanogen | 11                       |

## Samsung
| Modèle                        | Nom de code         | Type d'appareil | Notes | Dernière version en date |
| ----------------------------- | ------------------- | --------------- | --- | ------------------------ |
| Galaxy Ace                    | Cooper              | smartphone      | Support officiel depuis la CyanogenMod 7.2                                                                                               | 7.2.x                    |
| Galaxy Fit                    | s5670               | smartphone      | | 7.2.x                    |
| Galaxy Mini                   | tass                | smartphone      | | 7.2.x                    |
| Captivate                     | captivatemtd        | smartphone      | Variante du Galaxy S | 10.2                     |
| Epic 4G                       | epicmtd             | smartphone      | Variante du Galaxy S | 9.1.0                    |
| Fascinate                     | fascinatemtd        | smartphone      | Variante du Galaxy S | 7.2.x                    |
| Galaxy Note                   | n7000               | smartphone      | | 10.2                     |
| Galaxy Note (AT&T)            | quincyatt           | smartphone      | | 10.1.3                   |
| Galaxy S                      | galaxysmtd          | smartphone      | Support officiel seulement pour les versions : - Internationale (GT-I9000) ; - Bell Vibrant (GT-I9000M) ; - Telcel Galaxy S (GT-I9000T). | 11                       |
| Galaxy S (B)                  | galaxysbmtd         | smartphone      | | 11                       |
| Galaxy S II                   | i9100               | smartphone      | Support officiel seulement pour les versions : - Internationale (GT-I9100) ; - Bell Vibrant (GT-I9100M) : - Telcel Galaxy S (GT-I9100T). | 12.1                     |
| Galaxy S II (G)               | i9100g              | smartphone      | | 11                       |
| Galaxy S II (AT&T)            | i777                | smartphone      | | 12.1                     |
| Galaxy S II Skyrocket (AT&T)  | skyrocket           | smartphone      | Aussi vendu sous le nom Galaxy S II LTE (Rodgers)                                                                                        | 10.1.2                   |
| Galaxy S II (T-Mobile)        | hercules            | smartphone      | | 10.1.2                   |
| Galaxy S III                  | i9300               | smartphone      | | 11                       |
| Galaxy S III (AT&T)           | d2att               | smartphone      | | 10.1.2                   |
| Galaxy S III (Sprint)         | d2spr               | smartphone      | | 10.1.2                   |
| Galaxy S III (T-Mobile)       | d2tmo               | smartphone      | | 10.1.2                   |
| Galaxy S4 mini                | serrano3gxx         | smartphone      | Uniquement pour la version 3G GT-I9192                                                                                                   | 12.1                     |
| Galaxy S4 mini                | serranoltexx        | smartphone      | Uniquement pour la version 4G GT-I9195                                                                                                   | 12.1                     |
| Galaxy S III (Verizon)        | d2vzw               | smartphone      | | 10.1.2                   |
| Mesmerize                     | mesmerizemtd        | smartphone      | Variante du Galaxy S | 7.2.x                    |
| Showcase                      | showcasemtd         | smartphone      | Variante du Galaxy S | 7.2.x                    |
| Vibrant                       | vibrantmtd          | smartphone      | Variante du Galaxy S | 7.2.x                    |
| Galaxy Tab                    | p1                  | tablette        | | 9.1.0                    |
| Galaxy Tab (CDMA)             | p1c                 | tablette        | | 9.1.0                    |
| Galaxy Tab (P1000L)           | p1l                 | tablette        | | 9.0.0                    |
| Galaxy Tab (P1000N)           | p1n                 | tablette        | | 9.0.0                    |
| Galaxy Tab 10.1               | p4                  | tablette        | | 9.0.0                    |
| Galaxy Tab 10.1v              | p3                  | tablette        | | 9.0.0                    |
| Galaxy Tab 10.1 (T-Mobile)    | p4tmo               | tablette        | | 9.0.0                    |
| Galaxy Tab 10.1 (Verizon)     | p4vzw               | tablette        | | 9.0.0                    |
| Galaxy Tab 10.1 (WiFi)        | p4wifi              | tablette        | | 9.0.0                    |
| Galaxy Tab 8.9 (3G)           | p5                  | tablette        | | 9.0.0                    |
| Galaxy Tab 8.9 (WiFi)         | p5wifi              | tablette        | | 9.0.0                    |
| Galaxy Tab 2 7.0              | p3100               | tablette        | | 9.1.0                    |
| Galaxy Tab 2 7.0 (WiFi)       | p3110               | tablette        | | 9.1.0                    |
| Galaxy Tab 2 7.0 (WiFi + IR)  | p3113               | tablette        | | 9.1.0                    |
| Galaxy Tab 2 10.1 (GSM)       | p5100               | tablette        | | 9.1.0                    |
| Galaxy Tab 2 10.1 (WiFi)      | p5110               | tablette        | | 10.1.3                   |
| Galaxy Tab 2 10.1 (WiFi + IR) | p5113               | tablette        | | 9.1.0                    |
| Samsung Galaxy Teos /Naos     | GT I5800 / GT I5801 | smartphone      | | 7.2.0                    |

## Sony / Sony Ericsson
| Modèle              | Nom de code | Type d'appareil | Notes                                                  | Dernière version en date |
| ------------------- | ----------- | --------------- | ------------------------------------------------------ | ------------------------ |
| Xperia S            | nozomi      | smartphone      |                                                        | 9.1.0                    |
| Xperia Active       | satsuma     | smartphone      |                                                        | 9.1.0                    |
| Xperia Acro S       | hikari      | smartphone      |                                                        | 9.1.0                    |
| Xperia Arc          | anzu        | smartphone      |                                                        | 9.1.0                    |
| Xperia L            | taoshan     | smartphone      | - Disponible depuis le 5 mai 2014 (FreeXperia Project) | 11                       |
| Xperia Neo          | hallon      | smartphone      |                                                        | 9.1.0                    |
| Xperia Neo V        | haida       | smartphone      |                                                        | 9.1.0                    |
| Xperia Mini         | smultron    | smartphone      |                                                        | 9.1.0                    |
| Xperia Mini Pro     | mango       | smartphone      |                                                        | 9.1.0                    |
| Xperia Play (GSM)   | zeus        | smartphone      |                                                        | 9.1.0                    |
| Xperia Play (CDMA)  | zeusc       | smartphone      |                                                        | 9.1.0                    |
| Xperia Pro          | iyokan      | smartphone      |                                                        | 7.2.x                    |
| Live With Walkman   | coconut     | smartphone      |                                                        | 9.1.0                    |
| Xperia Ray          | urushi      | smartphone      |                                                        | 9.1.0                    |
| Xperia X8           | shakira     | smartphone      |                                                        | 7.1.x                    |
| Xperia X10          | es209ra     | smartphone      | CM7 en "nightly" depuis 2011                           |                          |
| Xperia X10 Mini     | robyn       | smartphone      |                                                        | 7.1.x                    |
| Xperia X10 Mini Pro | mimmi       | smartphone      |                                                        | 7.1.x                    |
| Xperia Z Ultra      | togari      | smartphone      |                                                        | 10.2                     |

## ViewSonic
| Modèle     | Nom de code | Type d'appareil | Notes | Dernière version en date |
| ---------- | ----------- | --------------- | ----- | ------------------------ |
| G tablette | smb_a1002   | tablette        |       | 7.2.x                    |

## Wileyfox
| Modèle          | Nom de code | Type d'appareil | Notes | Dernière version en date |
| --------------- | ----------- | --------------- | ----- | ------------------------ |
| Storm           | kipper      | smartphone      |       | 13                       |
| Spark et Spark+ | porridge    | smartphone      |       | 13                       |
| Spark X         | porridgek3  | smartphone      |       | 13                       |
| Swift           | crackling   | smartphone      |       | 13                       |

## ZTE
| Modèle | Nom de code | Type d'appareil | Notes                                        | Dernière version en date |
| ------ | ----------- | --------------- | -------------------------------------------- | ------------------------ |
| Blade  | blade       | smartphone      | Aussi vendu en tant que Orange San Francisco | 7.2.x                    |
| V9     | v9          | tablette        |                                              | 7.2.x                    |

## ZUK
| Modèle | Nom de code | Type d'appareil | Notes                                    | Dernière version en date |
| ------ | ----------- | --------------- | ---------------------------------------- | ------------------------ |
| ZUK Z1 | Z1          | smartphone      | Android Lollipop 5.1 et CyanogenMod 12.1 |                          |